# Béatrice Filliol
Béatrice Filliol-Amiez (* 12. Mai 1969 in Saint-Jean-de-Maurienne) ist eine ehemalige französische Skirennläuferin, deren stärkste Disziplin der Slalom war. Die dreifache französische Meisterin fuhr in zwei Weltcuprennen auf das Podest, blieb bei je zwei Weltmeisterschafts- und Olympiateilnahmen aber ohne Ergebnis.

## Biografie
Filliol wurde 1988 französische Meisterin in der Abfahrt und gewann 1989 sowie 1990 die nationalen Titelkämpfe im Slalom. Ihre ersten Punkte im Weltcup gewann sie am 3. Januar 1989 mit Platz 15 im Slalom von Maribor. Vier Wochen danach startete sie in Vail bei den Weltmeisterschaften 1989 in der Kombination, bei der sie jedoch im zweiten Slalomdurchgang ausschied, nachdem sie den ersten Lauf an zwölfter Stelle beendet hatte. Auch zwei Jahre später kam Filliol bei den Weltmeisterschaften 1991 in Saalbach-Hinterglemm in der Kombination zum Einsatz, bei der sie nach Platz acht im ersten Lauf erneut im zweiten Slalomdurchgang ausschied. In der Kombinationsabfahrt, die im Gegensatz zu 1989 vor dem Slalom ausgetragen wurde, belegte sie Rang 28. Später nahm sie an keinen Weltmeisterschaften mehr teil.
Im Weltcup war Filliol erstmals am 9. Januar 1990 mit Platz sieben im Slalom von Hinterstoder unter die besten zehn gefahren. Sie konnte anfangs aber nur selten punkten und erreichte erst drei Jahre später, am 10. März 1993, als Neunte des Slaloms von Vemdalen ihr zweites Top-10-Ergebnis. Während der nächsten zwei Jahre konnte sie sich häufiger in Weltcupslaloms in den Top 10 platzieren, wobei sie am 9. Januar 1994 in Zauchensee und am 18. Dezember 1994 in Sestriere als jeweils Dritte auch zwei Podestplätze erreichte. Die Saison 1993/94 beendete sie an 14. und die Saison 1994/95 an 13. Stelle im Slalomweltcup.
Bei ihren beiden Olympiateilnahmen ereilte Filliol dasselbe Schicksal wie bei ihren WM-Starts. Bei den Olympischen Winterspielen 1992 in Albertville fuhr sie zunächst in der Kombinationsabfahrt auf Platz 26 und gewann am nächsten Tag den ersten Lauf des Kombinationsslaloms, ehe sie im zweiten Slalomdurchgang ausschied. Im eine Woche später ausgetragenen Spezialslalom fiel sie bereits im ersten Durchgang aus. Bei den Olympischen Winterspielen 1994 in Lillehammer trat sie nur im Slalom und nicht mehr in der Kombination an, fiel aber wie zwei Jahre zuvor im ersten Durchgang aus. Nach der Saison 1996/97, in der ein 18. Platz ihr bestes Weltcupergebnis war, beendete Filliol ihre Karriere.

## Privates
Filliol ist mit Sébastien Amiez verheiratet, der ebenfalls Skirennläufer war. Ihr gemeinsamer Sohn Steven Amiez ist ebenfalls als Skirennläufer aktiv.

## Erfolge

### Olympische Winterspiele
- Albertville 1992: DNF Kombination
- Lillehammer 1994: DNF Slalom

### Weltmeisterschaften
- Vail/Beaver Creek 1989: DNF Kombination
- Saalbach-Hinterglemm 1991: DNF Kombination

### Weltcup
- 2 Podestplätze und weitere 6 Platzierungen unter den besten zehn

### Europacup
- 2 Platzierungen unter den besten 10

### Französische Meisterschaften
- Französische Meisterin in der Abfahrt 1988 und im Slalom 1989 und 1990